# جياكومو دي مارتينو
جياكومو دي مارتينو (بالإيطالية: Giacomo De Martino)‏ (و. 1849- ت. 1921) سياسي إيطالي. تولى حكم عدة مستعمرات هي الصومال (1910-1916)، وإرتيريا (1916-1919)، وأخيراً برقة (1919-1921) حيث توفي أثناء وجوده في المنصب.